# جوزيف باتلر (رجل أعمال)
جوزيف باتلر (بالإنجليزية: Joseph Butler)‏ هو شخصية أعمال نيوزيلندي، ولد في 1 مارس 1862، وتوفي في 30 سبتمبر 1934.